# Algebarska topologija
Algebarska topologija je grana matematike koja se bavi izučavanjem topoloških prostora (i njima srodnih objekata) preko izučavanja algebarskih invarijanata koje se pridružuju tim prostorima. Tipično se invarijante topoloških prostora zadaju na način koji je funktorijalan, tj. izučavaju se funktori iz neke kategorije topoloških prostora (npr. kategorija CW-komplekasa) u neku kategoriju algebarskih struktura (npr. u kategoriju abelovih grupa). Većina važnijih funktora su homotopske invarijante, drugim riječima invarijantne s obzirom na na homotopiju neprekidnih preslikavanja. Najpoznatije klase homotopski invarijantnih funktora su funktori homologija, kohomologija, homotopskih grupa, K-teorija i kobordizama u raznim varijantama i generalizacijama. 

## Vanjske poveznice
Mrežna mjesta
- Šime Ungar, Algebarska topologija, slideovi za poslijediplomski kolegij, 199 str. https://web.math.pmf.unizg.hr/~ungar/NASTAVA/AT/AlgTop.pdf
- Allen Hatcher. Algebraic topology, Cambridge University Press, 2002. https://pi.math.cornell.edu/~hatcher/AT/ATpage.html https://cdn.preterhuman.net/texts/math/Algebraic%20Topology%20by%20Hatcher.pdf
- Encyclopedia of Mathematics, Algebraic topology https://encyclopediaofmath.org/index.php?title=Algebraic_topology
- May JP. 1999. A Concise Course in Algebraic Topology (PDF). University of Chicago Press
- Bredon, Glen E. 1993. Topology and Geometry. Graduate Texts in Mathematics. Springer. ISBN 0-387-97926-3.